# John Aniston

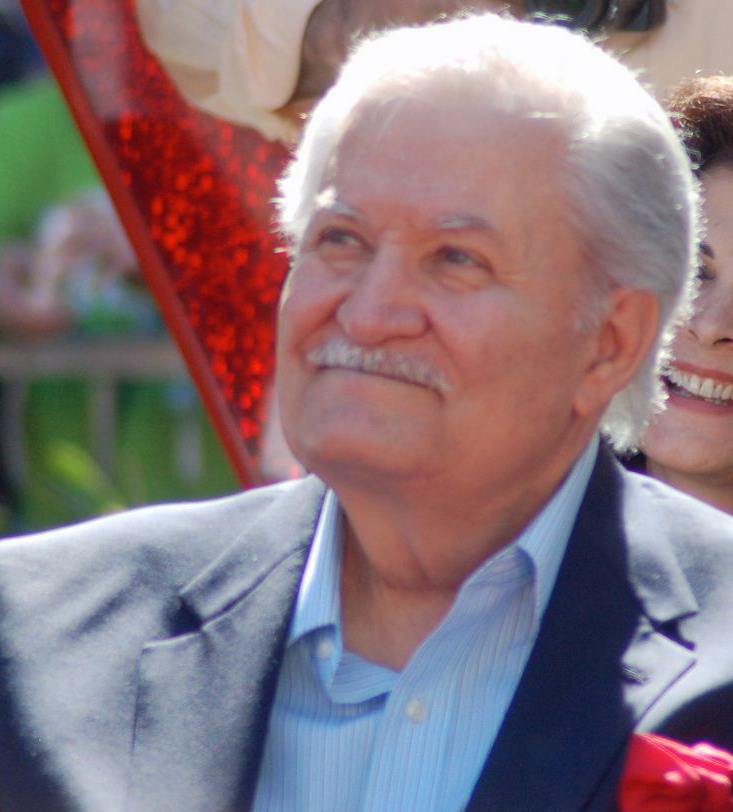
John Aniston (2012)

John Aniston (* 24. Juli 1933 als Yannis Anastassakis, griechisch Γιάννης Αναστασάκης, in Chania, Griechenland; † 11. November 2022) war ein US-amerikanischer Film- und Theaterschauspieler. Er war vor allem für seine langjährige Rolle als Victor Kiriakis in der Seifenoper Zeit der Sehnsucht bekannt. Seine Tochter ist die Schauspielerin Jennifer Aniston.

## Leben
Yannis Anastassakis wurde 1933 in der kretischen Hafenstadt Chania geboren. Als er zwei Jahre alt war, emigrierte seine Familie mit ihm in die Vereinigten Staaten und ließ sich in Chester, Pennsylvania nieder, wo sein Vater ein Restaurant eröffnete. Der Vater anglisierte den Nachnamen der Familie zu Aniston.
Sein Studium an der Pennsylvania State University schloss Aniston mit einem Bachelor in Theater Arts ab. Nach seinem Studium diente er in der United States Navy im Nachrichtendienst. Er verließ die Navy im Rang eines Lieutenant Commander.
Ab Anfang der 1960er Jahre war er als Schauspieler beim Fernsehen tätig. Neben verschiedenen Gastrollen in Fernsehserien wie Tennisschläger und Kanonen (1967), Die Leute von der Shiloh Ranch (1968) und Kobra, übernehmen Sie (1969) trat er auch am Theater auf, unter anderem am New Yorker Broadway, wo er im Stück Little Mary Sunshine zu sehen war.
Von 1985 bis zu seinem Tod spielte Aniston in der Seifenoper Zeit der Sehnsucht in mehr als 2800 Folgen die Rolle des Victor Kiriakis. In derselben Serie war er bereits 1970 in einigen Folgen als Dr. Eric Richards zu sehen gewesen. Sein Schaffen, in erster Linie für das Fernsehen, umfasst mehr als 30 Produktionen.
Aus der 1965 geschlossenen Ehe mit der Schauspielerin Nancy Dow ging die 1969 geborene Tochter Jennifer hervor. Die Ehe wurde 1980 geschieden. Ab 1984 war er mit der Schauspielerin Sherry Rooney verheiratet. Aus dieser Ehe stammt ein Sohn (* 1989).
John Aniston starb am 11. November 2022 im Alter von 89 Jahren.

## Filmografie
- 1962: Polizeirevier 87 (87th Precinct, Fernsehserie, eine Folge)
- 1963: Verliebt in einen Fremden (Love with the Proper Stranger)
- 1964: Combat! (Fernsehserie, eine Folge)
- 1967: Tennisschläger und Kanonen (I Spy, Fernsehserie, eine Folge)
- 1967: Accidental Family (Fernsehserie, eine Folge)
- 1968: The Shakiest Gun in the West
- 1968: Die Leute von der Shiloh Ranch (The Virginian, Fernsehserie, eine Folge)
- 1968: Now You See It, Now You Don’t (Fernsehfilm)
- 1969: Kobra, übernehmen Sie (Mission: Impossible, Fernsehserie, eine Folge)
- 1970: Süß, aber ein bißchen verrückt (That Girl, Fernsehserie, eine Folge)
- 1970, 1985–2022: Zeit der Sehnsucht (Days of Our Lives, Fernsehserie, 2.886 Folgen)
- 1974: Kojak – Einsatz in Manhattan (Kojak, Fernsehserie, zwei Folgen)
- 1985: Airwolf (Fernsehserie, eine Folge)
- 1993: Night Sins (Fernsehfilm)
- 1997: Diagnose: Mord (Diagnosis Murder, Fernsehserie, eine Folge)
- 1997: Kreativ sein ist alles (Fired Up, Fernsehserie, eine Folge)
- 1999: L.A. Heat (Fernsehserie, eine Folge)
- 2001: Star Trek: Raumschiff Voyager (Star Trek: Voyager, Fernsehserie, zwei Folgen)
- 2002: The West Wing – Im Zentrum der Macht (The West Wing, Fernsehserie, zwei Folgen)
- 2002: Gilmore Girls (Fernsehserie, eine Folge)
- 2003: My Big Fat Greek Life (Fernsehserie, eine Folge)
- 2004: American Dreams (Fernsehserie, eine Folge)
- 2007: Order Up
- 2007: Sands of Oblivion – Das verfluchte Grab (Sands of Oblivion, Fernsehfilm)
- 2007: Journeyman – Der Zeitspringer (Journeyman, Fernsehserie, eine Folge)
- 2008: Fixing Rhonda
- 2008: The Awakening of Spring
- 2008: Worst Week (Fernsehserie, eine Folge)
- 2009: Cold Case – Kein Opfer ist je vergessen (Cold Case, Fernsehserie, eine Folge)
- 2010: Mad Men (Fernsehserie, eine Folge)
- 2011: The Gold & the Beautiful
- 2011: The Paul Reiser Show (Fernsehserie, eine Folge)
- 2014: Return to Zero